# Vetenskapsåret 1895

## Händelser
- Ernest A. Hummel uppfinner telediagrafen, en tidig bildtelegraf och föregångare till belinografen.
- Eugen Warming (dansk botaniker) publicerar Plantesamfund och lägger grunden till ekologin.
- William Ramsay framställer helium genom att lösa uranhaltiga mineral i syra.
- Heinrich Kayser detekterar spektrallinjer från helium i en ädelgasblandning framställd ur luft.

### Kemi
- 26 mars - Skotske kemisten William Ramsay framställer helium genom att lösa uranhaltiga mineral i syra.[1][2][3][4][5] Dessa prover kallas helium av Norman Lockyer och William Crookes. Samma år framställs ämnet ur cleveit av Per Teodor Cleve och Abraham Langlet i Uppsala, oberoende av William Ramsay.[6][7][8]

## Pristagare
- Bigsbymedaljen: Charles Doolittle Walcott, amerikansk geolog och paleontolog. [9]
- Copleymedaljen: Karl Weierstrass
- Murchisonmedaljen: Gustaf Lindström
- Polhemspriset: Ernst Danielsson och Gustaf Richert
- Wollastonmedaljen: Archibald Geikie [10]

## Födda
- 20 januari - Gábor Szegő, ungerskfödd matematiker.
- 22 oktober - Rolf Nevanlinna (död 1980), matematiker.

## Avlidna
- 26 januari - Arthur Cayley (född 1821), matematiker.
- 11 april - Lothar Meyer (född 1830), kemist.
- 29 juni - Sir Thomas Henry Huxley (född 1825), engelsk biolog.
- 26 augusti - Friedrich Miescher (född 1844), schweizisk biolog.
- 28 september - Louis Pasteur (född 1822), biolog.

### Fotnoter
1. ↑  Hampel, Clifford A. (1968). The Encyclopedia of the Chemical Elements. New York: Van Nostrand Reinhold. sid. 256–268. ISBN 0-442-15598-0
2. ↑  Ramsay, William (11 mars 1895). ”On a Gas Showing the Spectrum of Helium, the Reputed Cause of D3, one of the lines in the Coronal Spectrum. Preliminary Note”. Proceedings of the Royal Society of London "58" (1):  ss. 65–67. doi:10.1098/rspl.1895.0006.
3. ↑  Ramsay, William (11 mars 1895). ”Helium, a Gaseous Constituent of Certain Minerals. Part I”. Proceedings of the Royal Society of London "58" (1):  ss. 80–89. doi:10.1098/rspl.1895.0010.
4. ↑  Ramsay, William (11 mars 1895). ”Helium, a Gaseous Constituent of Certain Minerals. Part II”. Proceedings of the Royal Society of London "59" (1):  ss. 325–330. doi:10.1098/rspl.1895.0097.
5. ↑  Munday, Pat (1999). ”W.F. Hillebrand (1853–1925), geochemist and U.S. Bureau of Standards administrator”. American National Biography. "10–11". Oxford University Press. sid. 808–9; 227–8
6. ↑  Emsley, John (2001). Nature's Building Blocks. Oxford University Press. sid. 175–179. ISBN 0-19-850341-5
7. ↑  Langlet, N. A. (11 mars 1895). ”Das Atomgewicht des Heliums” (på German). Zeitschrift für anorganische Chemie "10" (1):  ss. 289–292. doi:10.1002/zaac.18950100130.
8. ↑  Weaver, E. R. (1919). ”Bibliography of Helium Literature”. Industrial & Engineering Chemistry
9. ↑  ”Geological Society”. Arkiverad från originalet den 21 april 2009. https://web.archive.org/web/20090421141428/http://www.geolsoc.org.uk/gsl/info/collections/archives/page753.html. Läst 13 april 2011.
10. ↑  ”Geological Society”. Arkiverad från originalet den 5 juni 2011. https://web.archive.org/web/20110605102217/http://www.geolsoc.org.uk/gsl/society/history/page750.html. Läst 13 april 2011.